# Disincantamento del mondo
Il disincantamento del mondo o disincanto del mondo (in tedesco: Entzauberung der Welt) è un concetto introdotto dal sociologo e economista tedesco Max Weber nel saggio La scienza come professione (Wissenschaft als Beruf) pubblicato nel 1919 per indicare il processo che, col crescere della razionalità scientifica, ha comportato nella cultura occidentale il ripudio delle spiegazioni magiche e animistiche, sostituite da spiegazioni razionali.

## In sociologia

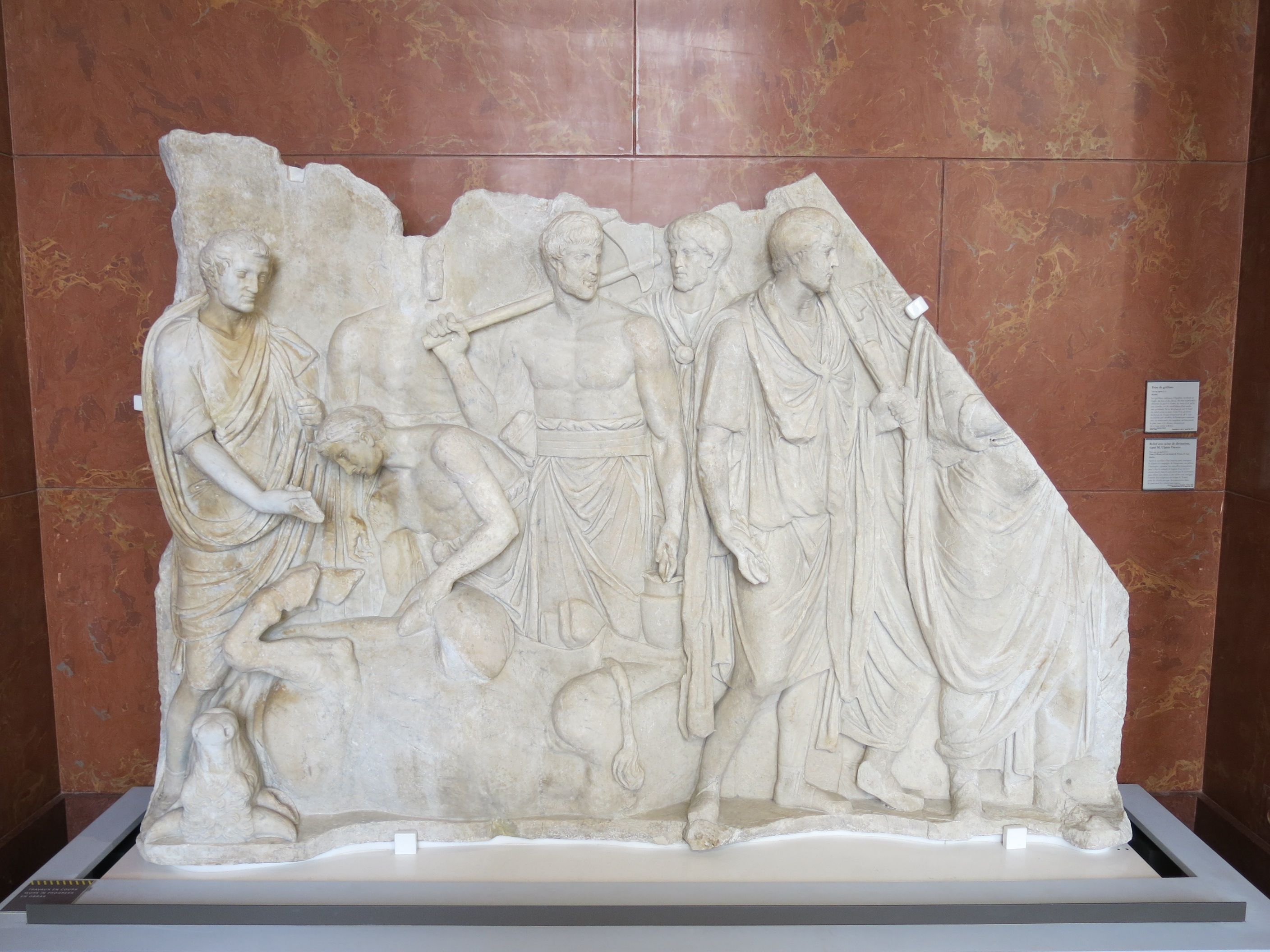
Bassorilievo romano rappresentante un rituale divinatorio (Louvre)

Il passaggio dalla società tradizionale alla società occidentale moderna è attribuito da Weber a un processo di "razionalizzazione", ossia all'estensione progressiva dell'uso della ragione nell'interpretazione della realtà e nella organizzazione della vita sociale, che si esprime con lo sviluppo della ricerca scientifica, dell'organizzazione statale moderna, dell'economia capitalistica, dell’organizzazione razionale del lavoro che, a sua volta, ha separato impresa e famiglia. Avendo messo in discussione le vecchie credenze e i valori, il mondo è stato reso «disincantato»:
(Max Weber, Wissenschaft als Beruf, traduz. Pietro Rossi)
Non necessariamente oggigiorno abbiamo una conoscenza delle nostre condizioni di vita superiore a quella che aveva il selvaggio, ad esempio la maggior parte delle persone utilizza l'aereo senza sapere secondo quali leggi meccaniche e fisiche possa volare, o come sia stato costruito, ma a differenza del selvaggio lo possiamo scoprire e spiegare senza ricorrere a forze misteriose, grazie al progresso tecnico reso possibile dalla razionalità scientifica. 
L'abbandono dei "mezzi magici" che Weber evidenzia in questo processo è visto nel contesto della crescente scristianizzazione e secolarizzazione della società occidentale.
Nel pensiero di Max Weber l'Entzauberung coincide infatti con la Riforma protestante, che segna nella sua concezione l'abbandono della superstizione medievale, mentre secondo studiosi più recenti l'Entzauberung andrebbe posticipata all'età della Rivoluzione scientifica e dell'Illuminismo.

## Rapporto tra la scienza e lo spirito
Friedrich Schiller aveva descritto poeticamente una tendenza simile nel suo poema Die Götter Griechenlandes ("Gli dei della Grecia"), in cui parla della "natura senza Dio".
Procedendo da questa categoria letteraria (simile per inesprimibilità al «possesso mistico»), Max Weber aveva intuito che "in un’organizzazione sociale in cui gli individui vengono sempre più deprivati della loro soggettività, del sacro e di tutto ciò che non può essere calcolato, l’amore si presenta come una possibilità di ritrovare un significato delle loro esistenze".
In seguito anche Max Horkheimer e Theodor Adorno collegarono il disincanto ad una componente mistica tendente all'irrazionalismo, mentre dopo la seconda guerra mondiale Jane Bennett e Charles Taylor negarono che l'affermarsi della scienza moderna producesse necessariamente un effetto anti-spirituale.